# USS Cochino (SS-345)
Za druga plovila z istim imenom glejte USS Cochino.
USS Cochino (SS-345) je bila jurišna podmornica razreda balao v sestavi Vojne mornarice Združenih držav Amerike.
Podmornica se je potopila v nesreči, pri čemer je umrl en član posadke in 6 članov podmornice USS Tusk (SS-426), ki je prihitela na pomoč.